# Amatori Wasken Lodi 2017-2018
Questa voce raccoglie le informazioni riguardanti l'Amatori Wasken Lodi nelle competizioni ufficiali della stagione 2017-2018.

## Maglie e sponsor
Lo sponsor tecnico per la stagione 2017-2018 fu Joma, mentre lo sponsor ufficiale fu Banca Popolare di Lodi – Banco BPM.
| 1ª divisa | 2ª divisa | 3ª divisa |

## Organigramma societario
L'organigramma della società per la stagione 2017-2018 fu il seguente.
- Presidente: Roberto Citterio
- Vicepresidente: Gianni Blanchetti
- Direttore generale: Federico Mazzola
- Direttore sportivo: Roberto Colciago
- Segretario: Giuseppe Colombo
- Addetto stampa: Massimo Stella

## Rosa
La rosa della squadra per la stagione 2017-2018 era composta dai seguenti atleti.
| N° | Naz.                  | Ruolo | Sportivo           |  |  |  |
| -- | --------------------- | ----- | ------------------ |  |  |  |
| 6  | Italia (bandiera)     | E     | Andrea Malagoli    |  |  |  |
| 7  | Italia (bandiera)     | E     | Giulio Cocco       |  |  |  |
| 9  | Italia (bandiera)     | E     | Domenico Illuzzi   |  |  |  |
| 14 | Italia (bandiera)     | E     | Alessandro Verona  |  |  |  |
| 16 | Italia (bandiera)     | E     | Mattia Gori        |  |  |  |
| 19 | Portogallo (bandiera) | E     | Luís Querido       |  |  |  |
| 54 | Spagna (bandiera)     | P     | Adrià Català       |  |  |  |
| 71 | Portogallo (bandiera) | E     | Gonçalo Pinto      |  |  |  |
| 77 | Italia (bandiera)     | E     | Francesco Compagno |  |  |  |
| 85 | Italia (bandiera)     | P     | Mattia Verona      |  |  |  |

## Mercato
| Acquisti | Acquisti           | Acquisti         | Acquisti |
| R.       | Nome               | da               |          |
| -------- | ------------------ | ---------------- | -------- |
| E        | Francesco Compagno | HRC Monza        |          |
| E        | Mattia Gori        | Amatori Vercelli |          |
| E        | Andrea Malagoli    | Correggio        |          |
| E        | Gonçalo Pinto      | Benfica          |          |
| E        | Luís Querido       | Barcelos         |          |

| Cessioni | Cessioni          | Cessioni        | Cessioni |
| R.       | Nome              | a               |          |
| -------- | ----------------- | --------------- | -------- |
| E        | Federico Ambrosio | Breganze        |          |
| E        | Erik Bergamaschi  | ?               |          |
| E        | Orlando Coppola   | Cremona         |          |
| E        | Giacomo Maremmani | Forte dei Marmi |          |
| E        | Franco Platero    | Breganze        |          |
| E        | Enrico Pochettino | ?               |          |
| P        | Riccardo Porchera | Cremona         |          |

## Risultati

### Serie A1

#### Girone di andata
| Giovinazzo 7 ottobre 2017 1ª giornata | AFP Giovinazzo | 1 – 5 | Amatori Lodi | PalaPansini |

| Lodi 14 ottobre 2017 2ª giornata | Amatori Lodi | 6 – 1 | Trissino | PalaCastellotti |

| Follonica 21 ottobre 2017 3ª giornata | Follonica | 5 – 6 | Amatori Lodi | Pista Armeni |

| Lodi 28 ottobre 2017 4ª giornata | Amatori Lodi | 4 – 3 | CGC Viareggio | PalaCastellotti |

| Bassano del Grappa 31 ottobre 2017 5ª giornata | Bassano | 4 – 4 | Amatori Lodi | PalaSind |

| Lodi 7 novembre 2017 6ª giornata | Amatori Lodi | 8 – 2 | HRC Monza | PalaCastellotti |

| Thiene 11 novembre 2017 7ª giornata | Thiene | 2 – 7 | Amatori Lodi | PalaCeccato |

| Lodi 18 novembre 2017 8ª giornata | Amatori Lodi | 5 – 3 | Sarzana | PalaCastellotti |

| Lodi 21 novembre 2017 9ª giornata | Amatori Lodi | 8 – 2 | Correggio | PalaCastellotti |

| Breganze 2 dicembre 2017 10ª giornata | Breganze | 4 – 7 | Amatori Lodi | PalaFerrarin |

| Lodi 12 dicembre 2017 11ª giornata | Amatori Lodi | 9 – 2 | Roller Scandiano | PalaCastellotti |

| Lodi 16 dicembre 2017 12ª giornata | Amatori Lodi | 3 – 3 | Valdagno 1938 | PalaCastellotti |

| Forte dei Marmi 23 dicembre 2017 13ª giornata | Forte dei Marmi | 3 – 2 | Amatori Lodi | PalaForte |

#### Girone di ritorno
| Lodi 28 dicembre 2017 14ª giornata | Amatori Lodi | 11 – 1 | AFP Giovinazzo | PalaCastellotti |

| Trissino 6 gennaio 2018 15ª giornata | Trissino | 1 – 1 | Amatori Lodi | PalaSinico |

| Lodi 16 gennaio 2018 16ª giornata | Amatori Lodi | 3 – 3 | Follonica | PalaCastellotti |

| Viareggio 20 gennaio 2018 17ª giornata | CGC Viareggio | 2 – 4 | Amatori Lodi | PalaBarsacchi |

| Lodi 27 gennaio 2018 18ª giornata | Amatori Lodi | 3 – 3 | Bassano | PalaCastellotti |

| Biassono 3 febbraio 2018 19ª giornata | HRC Monza | 0 – 3 | Amatori Lodi | PalaRovagnati |

| Lodi 6 febbraio 2018 20ª giornata | Amatori Lodi | 2 – 2 | Thiene | PalaCastellotti |

| Sarzana 10 febbraio 2018 21ª giornata | Sarzana | 2 – 3 | Amatori Lodi | Pista Vecchio Mercato |

| Correggio 13 febbraio 2018 22ª giornata | Correggio | 2 – 14 | Amatori Lodi | Palasport Dorando Pietri |

| Lodi 3 marzo 2018 23ª giornata | Amatori Lodi | 6 – 8 | Breganze | PalaCastellotti |

| Scandiano 13 marzo 2018 24ª giornata | Roller Scandiano | 2 – 7 | Amatori Lodi | PalaRegnani |

| Valdagno 17 marzo 2018 25ª giornata | Valdagno 1938 | 2 – 6 | Amatori Lodi | Palalido |

| Lodi 20 marzo 2018 26ª giornata | Amatori Lodi | 5 – 3 | Forte dei Marmi | PalaCastellotti |

#### Play-off scudetto

##### Quarti di finale
| Arbitri: | Silecchia (Giovinazzo) Stallone (Giovinazzo) |

|                               |           |                                          |
| Galimberti 17'53" Ollé 45'26" | Marcatori | 13'31" 32'03" G. Cocco 21'19" D. Illuzzi |

| Arbitri: | Ferraro (Bassano del Grappa) Fontana (Milano) |

| |           |                                                 |
| Malagoli 6'53" A. Verona 8'22" G. Cocco 13'16" 17'55" 21'59" 37'41" Illuzzi 27'13" 40'40" G. Pinto 35'18" 48'15" | Marcatori | 5'18" Zucchetti 28'18" Batista 38'22" Camporese |

##### Semifinali
| Arbitri: | Galoppi (Follonica) Brambilla (Agrate Brianza) |

|                                                                                   |           |                                                     |
| Montigel 2'46" Ventura 4'05" Xavi Costa 23'56" Palagi 27'41" M. Bertolucci 49'31" | Marcatori | 3'18" Malagoli 22'25" G. Pinto 44'59" Fra. Compagno |

| Arbitri: | Eccelsi (Novara) Iuorio (Salerno) |

|                                               |           |                      |
| Querido 12'49" A. Verona 18'08" 28'48" 42'47" | Marcatori | 46'50" M. Bertolucci |

| Arbitri: | Fronte (Novara) Barbarisi (Salerno) |

|                                      |                      |                                     |
| A. Verona 5'32" Fra. Compagno 16'04" | Marcatori            | 39'38" Ventura 40'48" M. Bertolucci |
| Illuzzi Querido Fra. Compagno        | Tiri di rigore 3 – 1 | Xavi Costa                          |

| Arbitri: | Galoppi (Follonica) Ferraro (Bassano del Grappa) |

|                                    |           |                 |
| M. Bertolucci 10'10" 36'17" 37'29" | Marcatori | 11'01" Malagoli |

| Arbitri: | Eccelsi (Novara) Fronte (Novara) |

| |           |                                                 |
| Illuzzi 4'31" 9'01" 10'39" 22'59" Fra. Compagno 14'26" Malagoli 28'46" G. Cocco 30'42" 36'25" G. Pinto 42'35" 49'02" M. Gori 37'46" | Marcatori | 30'28" Gavioli 40'15" Ventura 45'28" Xavi Costa |

##### Finali
| Arbitri: | Carmazzi (Viareggio) Molli (Viareggio) |

|                                                 |           |                                                                                      |
| De Oro 2'22" M. Pagnini 13'09" Maremmani 41'05" | Marcatori | 17'39" A. Verona 19'25" G. Cocco 22'50" Fra. Compagno 31'50" Illuzzi 39'15" Malagoli |

| Arbitri: | Ferrari (Viareggio) Ferraro (Bassano del Grappa) |

|                                  |           |                   |
| Malagoli 11'55" A. Verona 29'43" | Marcatori | 36'45" D. Motaran |

| Arbitri: | Galoppi (Follonica) Barbarisi (Salerno) |

|                                                                             |           |                                                  |
| Fra. Compagno 18'57" G. Cocco 22'35" 51'22" Querido 31'45" A. Verona 58'43" | Marcatori | 22'43" De Oro 35'55" D. Motaran 41'39" G. Romero |

### Coppa Italia
| Arbitri: | Ferrari (Viareggio) Di Domenico (Correggio) |

|                                                                  |            |                                                                                      |
| Illuzzi 24'57" G. Cocco 28'16" Verona 29'16" 30'59" Pinto 35'01" | Marcatori  | 5'51" 26'04" 30'04" Banini 18'24" F. Pagnini 30'17" Rodríguez 32'41" 34'34" Martínez |
| Nuno Resende                                                     | Allenatori | Enrico Mariotti                                                                      |

### Supercoppa italiana
| Arbitri: | Barbarisi (Salerno) Carmazzi (Viareggio) |

|                                                                            |           |                                 |
| G. Cocco 10'34" Querido 12'53" Fra. Compagno 15'43" 40'32" Malagoli 30'41" | Marcatori | 13'56" Julià 23'32" Diogo Neves |

| Arbitri: | Galoppi (Follonica) Carmazzi (Viareggio) |

|                                               |           |                                                                       |
| Illuzzi 24'25" Querido 24'39" Malagoli 36'29" | Marcatori | 10'47" E. Cinquini 17'51" G. Romero 31'35" F. Rossi 40'34" D. Motaran |

### Eurolega
| Arbitri: | Miguel Guilherme Luis Peixoto |

|                                                        |           |                                                                                     |
| Illuzzi 10'21" G. Cocco 17'20" A. Verona 47'02" 47'15" | Marcatori | 12'14" C. Di Benedetto 22'33" Torres 35'11" 47'09" Lamas 38'42" 38'56" 47'39" Miras |

| Arbitri: | Josè Pinto Rui Torres |

|                              |           |                                       |
| Garcia 34'37" Le Roux 36'46" | Marcatori | 9'34" 28'34" G. Cocco 22'04" Malagoli |

| Arbitri: | Jose Gomez Juan Melero |

|                                                                                         |           |                 |
| Gil Gómez 1'57" 7'24" V. Pinto 8'10" Font 19'17" Oliveira 20'35" J. Pinto 33'42" 42'15" | Marcatori | 33'20" Malagoli |

| Arbitri: | Antonio Gomez Oscar Valverde |

|                                                                                     |           |                                                       |
| Compagno 18'46" 44'54" 49'58" Illuzzi 27'06" 37'54" G. Cocco 32'04" G. Pinto 39'20" | Marcatori | 7'40" 28'3" J. Pinto 34'56" V. Pinto 47'54" Gil Gómez |

| Arbitri: | Jose Pinto Julio Teixeira |

|              |           |                 |
| Torres 9'23" | Marcatori | 19'17" Compagno |

| Arbitri: | Orlando Panza Joaquim Pinto |

|                                                 |           |                                              |
| Malagoli 30'14" Illuzzi 32'45" A. Verona 45'10" | Marcatori | 2'46" Lepodolec 37'00" Galbas 48'12" Turluer |

## Statistiche

### Statistiche di squadra
| Competizione        | Punti | In casa | In casa | In casa | In casa | In casa | In casa | In trasferta | In trasferta | In trasferta | In trasferta | In trasferta | In trasferta | Totale | Totale | Totale | Totale | Totale | Totale | D.R. |
| Competizione        | Punti | G       | V       | N       | P       | Gf      | Gs      | G            | V            | N            | P            | Gf           | Gs           | G      | V      | N      | P      | Gf     | Gs     | D.R. |
| ------------------- | ----- | ------- | ------- | ------- | ------- | ------- | ------- | ------------ | ------------ | ------------ | ------------ | ------------ | ------------ | ------ | ------ | ------ | ------ | ------ | ------ | ---- |
| Serie A1            | 60    | 13      | 8       | 4       | 1       | 73      | 36      | 13           | 10           | 2            | 1            | 69           | 30           | 26     | 18     | 6      | 2      | 142    | 66     | +76  |
| Play-off Scudetto   | -     | 6       | 5       | 1       | 0       | 34      | 13      | 4            | 2            | 0            | 2            | 12           | 13           | 10     | 7      | 1      | 2      | 46     | 26     | +20  |
| Coppa Italia        | -     | 0       | 0       | 0       | 0       | 0       | 0       | 1            | 0            | 0            | 1            | 5            | 7            | 1      | 0      | 0      | 1      | 5      | 7      | -2   |
| Supercoppa italiana | -     | 0       | 0       | 0       | 0       | 0       | 0       | 2            | 1            | 0            | 1            | 8            | 6            | 2      | 1      | 0      | 1      | 8      | 6      | +2   |
| Eurolega            | -     | 3       | 1       | 1       | 1       | 14      | 14      | 3            | 1            | 1            | 1            | 5            | 10           | 6      | 2      | 2      | 2      | 19     | 24     | -5   |
| Totale              | -     | 22      | 14      | 6       | 2       | 121     | 63      | 23           | 14           | 3            | 6            | 99           | 66           | 45     | 28     | 9      | 8      | 220    | 129    | +91  |